# Chiesa di Santa Maria del Carmelo (Altamura)
La chiesa di Santa Maria del Carmelo e Madre della Chiesa è una chiesa di Altamura, nella città metropolitana di Bari.

## Storia
La chiesa del Carmine era, in origine, una cappella dedicata a sant'Antonio Abate; nel 1700 fu in parte demolita e ricostruita sotto il titolo di Santa Maria del Monte Carmelo.
Il primo ottobre 1944 mons. Giuseppe Della Cioppa la erigeva a parrocchia. Nel 1960 la vecchia chiesa fu demolita, e sullo stesso luogo venne costruito l'attuale luogo di culto.
Nel novembre 2001, Il vescovo Mario Paciello ne ha affidato la cura ai missionari clarettiani. Nel 2008 il titolo della parrocchia Santa Maria del Carmine è stato trasferito al territorio del quartiere altamurano di Parco San Giuliano, dove è stato inaugurato il nuovo complesso parrocchiale il 30 ottobre 2016.